# Svend Borberg
Svend Borberg, född 8 april 1888 i Köpenhamn, död 7 oktober 1947, var en dansk författare, dramatiker och journalist.
Svend Borberg var son till läkaren Niels Christian Borberg (1835-1896) och Dorothea Caroline Amalie Ernestine de Hofman-Schmidth (1858–92). Han tog studentexamen från Metropolitanskolen 1907 och examen philosophicum året därpå. Han var först redaktör på tidningarna Vore Damer och Vore Herrer (1922-1924) och sedan teater- och litteraturrecensent på Politiken (1924-1937). I den senare skrev han om dagsaktuella frågor under pseudonymen ”Mr. Stick”. Han var sedan journalist på Berlingske Tidende från 1937.
Borberg gjorde sin författardebut 1908, då hans första dikt publicerades i tidskriften Verdensspejlet. Bokdebuten kom två år senare, då novellen Lilths Bog gavs ut. Tillsammans med de efterföljande böckerna Den sejrende Type (1913) och Krigen bag Krigen (1917) skildrades i denna den sociala utvecklingen i de krigförande länderna under första världskriget. I boken Krig og Køn (1918) beskrev han, för första gången på danska, Sigmund Freuds psykologi. Borberg fick betydande framgångar, också internationellt, för sina skådespel, av vilka Ingen (1920), Cirkus Juris (1935) och Synder og Helgen (1937) kan nämnas. Att dessa var framgångsrika också i Tyskland under andra världskriget gjorde att han i Danmark betraktades som landsförrädare, vilket var felaktigt. På grund av detta blev han exkluderad från Danske Dramatikeres Forbund och Dansk Forfatterforening.
Borberg var gift två gånger: med Jonna Bülow (1926-1932) och Eleonora Ibsen (1932-1945). I det första äktenskapet fick han sonen Claus Borberg, som senare antog moderns namn och migrerade till England och senare Rhode Island, där han frikändes från mordförsök på sin fru, Sunny von Bülow, i en av det sena 1900-talets mest omdiskuterade rättegångar.